# Codex Boreelianus
- Papyrus
- Onciale
- Minuscules
- Lectionnaire

Le Codex Boreelianus portant le numéro de référence Fe ou 09 (Gregory-Aland), ε 86 (Soden), est un manuscrit de vélin du Nouveau Testament en écriture grecque onciale. C'est un manuscrit contenant le texte incomplet des quatre Évangiles.

## Description
C'est un manuscrit des quatre Évangiles, il y manque aujourd’hui certains textes (l'Évangile selon Luc est au complet). Le codex se compose de 204 folios (28,5 x 22 cm). Il est écrit en deux colonnes, de 19 lignes par colonne.
Il a esprits et accents.
Lacunes

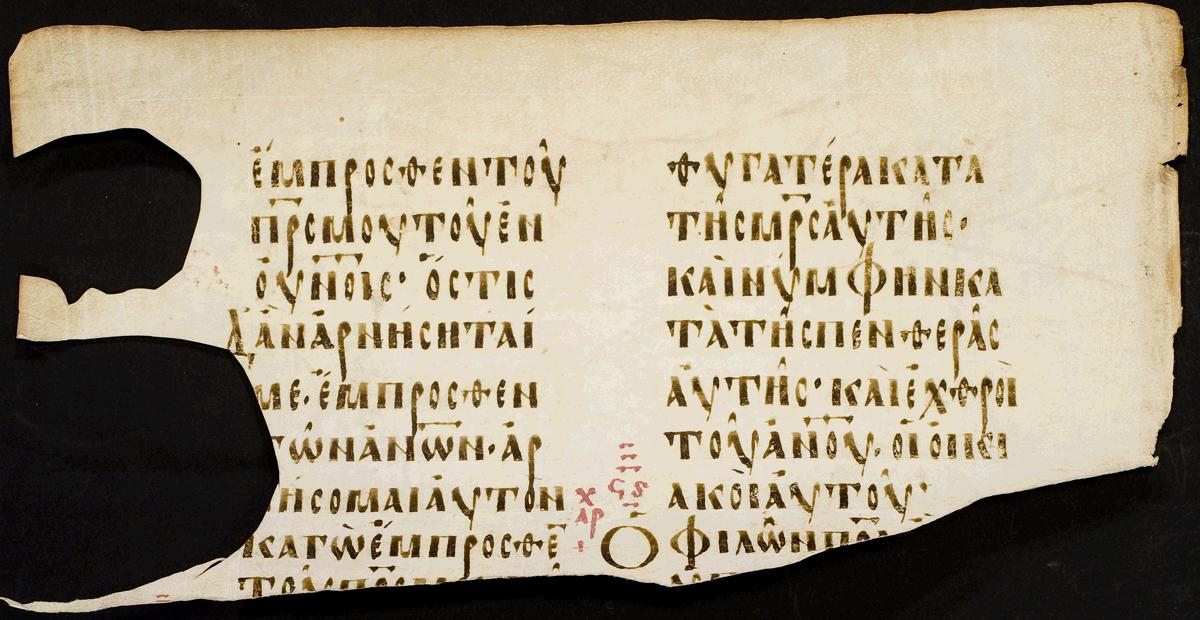
Folio 9 verso

- Matthieu 1,1-9,1; 12,1-44; 13,55-14,9; 15,20-31; 20,18-21,5;
- Marc 1,43-2,8; 2,23-3,5; 11,6-26; 14,54-15,5; 15,39-16,19;
- Luc – 24 lacunes
- Jean 3,5-14; 4,23-38; 5,18-38; 6,39-63; 7,28-8,10; 10,32-11,3; 12,14-25; 13,34-fin[2],[3].

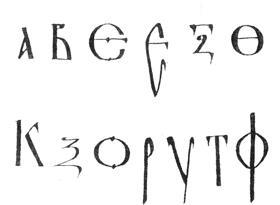
Petites lettres initiales
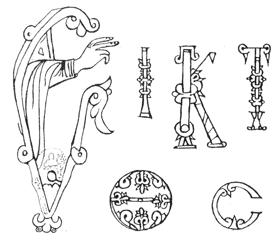
Grandes lettres initiales utilisées dans le manuscrit
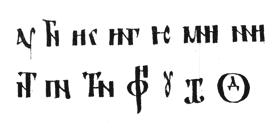
Les ligatures utilisées dans le manuscrit

## Texte

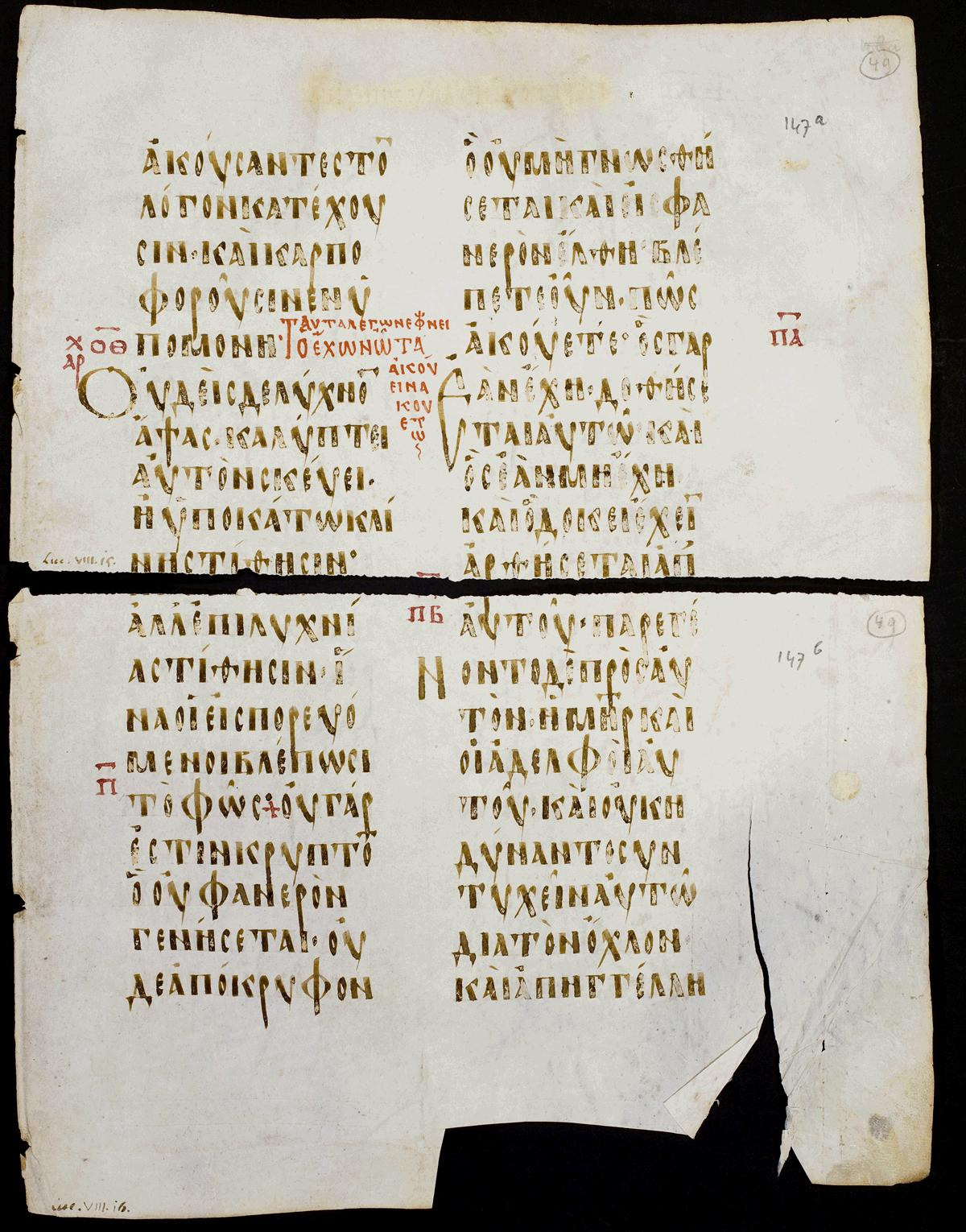
Folio 147r, Luc 6,15b-20a

Ce codex est de type byzantin. Kurt Aland le classe en Catégorie V.
Les variantes après la parenthèse sont les variantes du manuscrit
Matthieu 9,1 εμβας] εμβας ο Ιησους
Matthieu 9,1 ιδιαν] υδαιαν
Matthieu 9,13 ηλθον] εληλυθα
Matthieu 9,18 αρχων ελθων] αρχων προσηλθεν τω Ιησου
Matthieu 14,34 γεννησαρετ] γενησαρεθ (K L)
Matthieu 15,4 σου] – (B D E F G S)
Matthieu 16,27 την πραξιν] τα εργα
Matthieu 17,9 απο] εκ (B C D E F H K L M S)
Matthieu 19,5 προσκολληθησεται] κοληθησεται (κολληθησεται B D F G H S)
Matthieu 21,30 δευτερω] ετερω (D E F H K)
Matthieu 23,25 ακρασιας] αδικιας (C E F G H K S)
Matthieu 26,15 καγω] και εγω
Matthieu 26,17 πασχα] πασα
Matthieu 26,26 ευλογησας] ευχαριστησας (A E F H K M S)
Matthieu 26,40 τω πετρω] αυτοις (F K M)
Marc 1,9 ναζαρετ] ναζαρεθ
Marc 1,16 βαλλοντας] αμφιβαλλοντας (A B D F G H L S)
Marc 2,9 κραββατον] κραβαττον
Marc 12,28 εις των γραμματεων] εις γραμματεων

## Histoire
Les paléographes sont unanimes pour dater ce manuscrit du IXe siècle. Le manuscrit a été apporté de Oriente par Johann Boreel (1577–1629).
Il est actuellement conservé à la bibliothèque de Université d'Utrecht (Ms. 1), Pays-Bas,.